# Silvio Díaz
Silvio Octavio Díaz (Tafí Viejo, Tucumán, 28 de marzo de 1978) es un exfutbolista argentino que jugaba como delantero.

## Trayectoria

### Villa Mitre
Díaz debutó con la camiseta de Villa Mitre de Tafí Viejo en 1996.

### Atlético Tucumán
Luego de destacarse en el equipo taficeño, se mudó a San Miguel de Tucumán en 1997, para vestir la camiseta de Atlético Tucumán. En el decano jugó hasta el año 2001.

### Ben Hur
En el 2001 pasó a Ben Hur. En el equipo de Rafaela jugó hasta el 2003.

### Central Córdoba
En el 2004 viajó a Rosario, para sumarse a Central Córdoba.

### Sportivo Las Parejas
En 2008 se unió a Sportivo Las Parejas. En el club santafesino se retiró del fútbol.

## Clubes
| Club                 | País      |
| -------------------- | --------- |
| Villa Mitre          | Argentina |
| Atlético Tucumán     | Argentina |
| Ben Hur              | Argentina |
| Central Córdoba      | Argentina |
| Sportivo Las Parejas | Argentina |